# Team J Station
Team J Station（略称：TJS）は、アメリカ合衆国カリフォルニア州内で日本人・日系人向けに日本語放送を行っているラジオ局である。
2017年4月に、日本法人、TJSラジオジャパン株式会社を設立し、日本国内の営業展開を開始。
2017年7月現在は、365日24時間、インターネット放送として、専用アプリ及びホームページで全世界で聴取可能、平日（月曜〜金曜）朝8時から9時、FM106.3メガヘルツでロサンゼルス郡、オレンジ郡全域で聴取可能。
2007年に研ナオコ、2008年にコロッケのL.A.公演、そして2009年は秋元順子L.A.公演と桑田真澄LA講演会を主催するなど、ロサンゼルスに住む日本人・日系人向けのイベント企画・運営にも力を入れている。
また、2017年10月からは、エフエム富士の番組の放送を開始する。
そして、2020年7月からも、神戸FM MOOV・大阪(レディオ・バルーン)・蘆屋Ashiya Radioとコラボレーション。
かつてはFM101.9メガヘルツのSCA（サブキャリア）、つまり副搬送波を使用し、会員リスナー向けに24時間放送していた。

## 概要
ローカルニュース番組、ローカル情報番組を中心に放送している。
開局は、2003年10月8日であり、2013年4月17日から、NEO MER BROADCASTING COMPANY, INC.が運営している。2017年4月より、日本法人、TJSラジオジャパン株式会社を設立している。

## かつて放送していた番組
歌謡曲専門の「元気はつらつ歌謡曲」やラジオ体操、TBSラジオ制作の一部の番組、
NHKの海外向け放送の一部を流していた。
（情報番組）
- 「BATTLE TALK RADIO アクセス」月曜〜金曜7:30〜10:00 （再放送） 月曜〜金曜 21：00〜23：00
- 「あなたへモーニングコール」月曜〜金曜16:00〜17:00 土曜〜日曜 14：00〜15；00
- 「生島ヒロシのおはよう定食・生島ヒロシのおはよう一直線」日曜〜木曜17:00〜18:30
- 「森本毅郎・スタンバイ!」日曜〜木曜18:30〜20:30 （再放送） 日曜〜木曜 23：00〜1：00
- 「NHKラジオ あさいちばん/ワールド・リポート/ニュースアップ」月曜〜金曜13:00〜16:00 土曜〜日曜 15：00〜16：00

（その他の番組）
- 小川もこMo'Cool Jazz（金曜 8:00〜9:00 再放送 日曜16：00〜17：00）
- L.A. Morning（月曜〜金曜8:00〜9:00）
- L.A. Morning Part.2 (水曜9:15~10:15)
- 生チュー（月曜〜金曜10:00〜12:00）
- ハイサイ沖縄（土曜16:30〜17:00 再放送 日曜8：30〜9：00）
- 豊かに生きよう（土曜7:30〜8:00 再放送 日曜9：00〜9：30）
- 刀根裕司&前田すずこSaturday Mall（土曜12:00〜14:00）
- 三田りょう RunRunタイム（土曜 4:00〜4:30 再放送 日曜 8:00〜8：20）
- 山本化学工業提供「Bio Rubberいきいき健康講座」（土曜 4:20〜4:30 再放送 日曜8：20〜8：30）
- 前屋毅&池田剛「On Time」金曜 17:00〜17:30
- 佐伯和代The Story（金曜 17:30〜18:00 再放送 日曜9：30〜10：00）

※上記番組は福岡コミュニティ放送で月曜13：00〜13：30に放送
- 東武志ドリームゲート（日曜 12:00〜14:00）
- Forest Swimming（土曜1:00〜2:00 再放送8：00〜9：00）
- ミュージカムTokyo Musicum Station（金曜18:00〜19:00）
- HIROKIMusicランデブー（金曜19:00〜20:00）
- ミュージックプロムナード（土曜10:30〜12:00 再放送 20：00〜21：00）
- ベストセラーズチャンネル（土曜18:00〜19:00 再放送 月曜1：00〜2：00）
- 侍ドライブ（土曜19:00〜20:00 再放送 月曜0：00〜1：00）
- DJ OGGYYellow Star（土曜2:00〜2:30 再放送22：00〜22：30）
- 伝説のパンダ伝説（土曜17:30〜18:00 再放送 日曜10：30〜11：00）
- Sweet Orange（土曜10:00〜10:30 再放送 日曜11：00〜11：30）
- My Voice（日曜11:30〜12:00）
- お話ルフラン（土曜17:00〜17:30 再放送 日曜10：00〜10：30）
- Good Night Honey（土曜11:00〜11:30 再放送 日曜1：00〜1：30）
- My Voice（日曜11:30〜12:00）
- ミッキー宮川のザ・タイムマシーン（水曜22:00～22:30)
- Nazuki's Music Time (月曜20:00~20:30)
- 耳からヒーリング おやすみ Radio (月曜22:00~22:15)
- Sweet Digs L.A.（土曜18:00〜19:00 再放送 月曜18:00〜19:00）
- AYANE SHINO Presents - Tokyo Harmonics (火曜22:00~22:15)
- ミシェル・キョーコのメロウな夜(水曜19:30~19:45)
- ハイカロリーズのアレな！(クリステル・チアリとゆっきー) (水曜22:00~22:15)
- たむけんがLAにいるよう～！(火曜20:00~21:00)
- ExTreme Hobby (柴田晃一) (木曜22:00~22:15)
- Wednesday Night Live Show (クリス・チアリとVJ-サム) (水曜21:00~21:15)
- LA Groove Radio  (Yu Ooka・Kana Kaminaga) (土曜17:00~17:30)
- Los Angeles' Japan Music (池原 孝宏 ) (月曜20:30~21:00)
- Genre Music Hour ジャンル・ミュージック・アワー (西村勇)(土曜22:30~23:00)